# Prywatne Muzeum Przyrodniczo-Łowieckie „Łuczakówka” w Krynicy-Zdroju
Prywatne Muzeum Przyrodniczo-Łowieckie „Łuczakówka” w Krynicy-Zdroju – prywatne muzeum położone w Krynicy-Zdroju, będące własnością Józefa Łuczaka - myśliwego i przyrodnika
Placówka powstała w 2006 roku. Ekspozycja umiejscowiona jest w dwóch salach. W pierwszej z nich, zwanej „Salą ptasią”, znajduje się ok. 300 spreparowanych ptaków (z czego 80% to gatunki chronione). W drugiej sali - „Sali zwierzyny grubej i drapieżników” - znajdują się zbiory poroży jeleni (ok. 80 sztuk), saren (ok. 250 sztuk), łosia, daniela i muflona. Ponadto znajdują się tu spreparowane: wilki, dziki, żbik, lisy, ryś, wydra, bóbr, rosomak i szop pracz. Zbiór uzupełniają eksponaty afrykańskie, pochodzące z namibijskich farm na pustyni Kalahari: medaliony oryksa, springboka, bawolca, żyrafy, strusia, gnu i guźca, a także zbiory afrykańskich owadów, minerałów oraz flory. Ponadto w muzeum zobaczyć można kolekcję replik broni palnej: myśliwskiej oraz wojskowej.
Muzeum jest czynne od wtorku do niedzieli, jego zwiedzanie jest możliwe po uprzednim uzgodnieniem z właścicielem.